# Crkveni sud
Crkveni sud je sudbena vlast koju ima Crkva, koja joj je kao najvišoj zajednici duhovnog reda potrebna. Osim nje, Crkva ima i svoju zakonodavnu i izvršnu vlast. 
Svojom sudbenom vlašću štita vlastita i vjernička prava, osigurava neka se provedu zakonske odredbe sukladno obvezama. Zadaća mu je promicati pravdu i vraćati stvari u red.
Crkva sudi vlastitim i isključivim pravom samo u parnicama koje se tiču stvari koje su duhovne i u svezi s duhovnim i o povrjedama crkvenih zakona. Osim toga, sudi o svemu u svezi s grijehom kad se treba utvrditi krivnju i izreći crkvenu kaznu (kan. 1401). Na crkvenim sudovima predmet o čemu se sudi mogu biti potraživanja ili zaštita prava fizičkih ili pravnih osoba. Također, predmetom može biti utvrđivanje pravnih činjenica te utvrđivanje kažnjivih dijela radi izricanja ili proglašenja kazna (kan. 1400, § 1).
Crkveni sudovi imaju nekoliko stupanja. Niža razina su dijecezanski ili biskupijski sudovi (kan. 1419), a drugostupanjski sud na koga se priziva je metropolitanski sud. Priziv se ulaže s tih prvostupanjskih sudova ili sa suda biskupa sufragana. Ako je prvi stupanj bio metropolitanski sud, priziva se na sud sufraganske biskupije kojeg je metropolit odabrao za stalno; sud sufraganske biskupije postaje nakon što Apostolska Stolica odobri sjedište kojeg je metropolit za stalno odabrao (kan. 1438).